# Steel Panthers (videogioco)
Steel Panthers è un videogioco strategico a turni ambientato nella Seconda guerra mondiale, sviluppato da Gary Grigsby, Keith Brors e Joel Billings per Strategic Simulations Inc. (SSI) e pubblicato nel 1995. Considerato un punto di svolta nel wargaming digitale, univa la precisione storica alla giocabilità accessibile, rivolgendosi sia agli appassionati di simulazioni militari sia a un pubblico più ampio di giocatori interessati alla strategia.

## Sviluppo
Gary Grigsby, già autore per SSI di titoli strategici su scala operativa e strategica, desiderava creare un gioco incentrato sul combattimento tattico, dove ogni singola unità fosse rappresentata con un alto livello di dettaglio.
Il progetto prese forma nei primi anni '90, coinvolgendo Keith Brors nella programmazione e Joel Billings nella supervisione editoriale. Il gioco fu concepito come un sistema modulare, in grado di rappresentare scenari differenti e coprire un ampio arco di conflitti dal 1939 al 1945. L'approccio combinava rigore nella simulazione di armi, corazzature e logistica con un'interfaccia utente che, pur essendo più complessa rispetto agli standard dei videogiochi commerciali dell'epoca, risultava più intuitiva rispetto ai wargame tradizionali da tavolo.
L’attenzione alla storicità spinse il team a includere un database dettagliato di unità reali, tratto da fonti storiche, e a sviluppare un motore di gioco in grado di gestire fattori come la linea di vista, l'efficacia delle armi a diverse distanze e il morale delle truppe.

## Modalità di gioco
Steel Panthers si svolge su mappe a esagoni, ciascuno rappresentante un'area di terreno di dimensioni fisse, e il gameplay procede a turni alternati.
Il giocatore può assumere il comando di formazioni che vanno da una singola squadra di fanteria a interi battaglioni di mezzi corazzati, con la possibilità di controllare anche artiglieria e supporto aereo. Ogni unità ha valori specifici di attacco, difesa, movimento e visibilità, influenzati da fattori ambientali come il tipo di terreno, le condizioni atmosferiche e la presenza di copertura. Il gioco include campagne storiche ispirate a battaglie reali e scenari singoli, oltre a un potente editor che permette di creare o modificare mappe, schieramenti e condizioni di vittoria. L'intelligenza artificiale è progettata per sfruttare coperture e linee di tiro, rendendo le partite contro il computer impegnative, mentre la modalità multiplayer consente sfide tra due giocatori tramite hotseat o scambio di file di salvataggio.

## Pubblicazione e accoglienza
Pubblicato nel 1995 per PC, Steel Panthers ricevette valutazioni molto positive da parte della critica specializzata, che ne lodò la profondità strategica, la fedeltà storica e l'equilibrio tra realismo e giocabilità. Fu apprezzato in particolare per l'ampio numero di unità militari e nazioni disponibili, il supporto per scenari personalizzati e la longevità complessiva, favorita dalla comunità online di appassionati che continuò a produrre contenuti per anni. Il successo commerciale e di pubblico spinse SSI a produrre due seguiti diretti: Steel Panthers II: Modern Battles (1996), ambientato in scenari post-1945, e Steel Panthers III: Brigade Command (1997), che introdusse una scala di gioco più ampia e nuove meccaniche.

## Remake del 2000
Nel maggio 2000 Matrix Games pubblicò Steel Panthers: World at War, un remake freeware sviluppato con il supporto di Gary Grigsby e Keith Brors.
Il progetto nacque grazie a David Heath, fondatore di The Gamers Net, che ottenne da SSI e da Grigsby l'accesso al codice sorgente, evento raro all'epoca. SP:WaW introdusse un motore di gioco migliorato, nuovi scenari (oltre 70), grafica e suoni aggiornati, un database rielaborato e funzionalità avanzate come il Play by Mail con cifratura.
Pur essendo basato sul titolo del 1995, rappresentava una revisione sostanziale, e divenne il primo progetto ufficiale di Matrix Games, segnando l'inizio della sua attività come sviluppatore e publisher nel settore dei wargame digitali.